# Halichoeres timorensis
Halichoeres timorensis là một loài cá biển thuộc chi Halichoeres trong họ Cá bàng chài. Loài này được mô tả lần đầu tiên vào năm 1852.

## Từ nguyên
Từ định danh timorensis được đặt theo tên gọi của đảo Timor, nơi mà mẫu định danh của loài cá này được thu thập (–ensis: hậu tố biểu thị nơi chốn).

## Phạm vi phân bố và môi trường sống
Từ Sri Lanka và Maldives, H. timorensis được phân bố trải dài về phía đông, băng qua biển Andaman và quần đảo Mã Lai đến đảo New Guinea. H. timorensis sống trên các rạn san hô viền bờ, thường tập trung phổ biến ở khu vực có nền đáy đá với sự phát triển của san hô mềm và tảo, độ sâu đến ít nhất là 15 m.

## Mô tả
H. timorensis có chiều dài cơ thể lớn nhất được ghi nhận là 13 cm. Cá đực của loài này từng được mô tả dưới danh pháp là H. kawarin bởi chính tác giả Pieter Bleeker vì cá đực và cá cái có kiểu hình khác nhau. Cá đực Halichoeres nebulosus và Halichoeres margaritaceus còn bị xác định nhầm là H. kawarin do có kiểu hình tương tự dẫn đến việc H. timorensis được cho có phạm vi phân bố rộng hơn hiện tại.
Cá cái màu lục xám, có đốm đen lớn viền trắng xanh giữa vây lưng với các vạch đốm màu vàng cam xếp thành hàng dọc theo chiều dài cơ thể, thường có thêm nhiều chấm nâu sẫm nằm trên cùng một hàng. Vây lưng, vây hậu môn và vùng đầu có nhiều vệt sọc màu cam (đốm ở đầu có viền xanh óng). Cá đực màu xanh lục đến lục lam (phớt hồng ở bụng và ngực). Hai bên thân có các đốm nhỏ màu đỏ sẫm đến đen, hợp thành một đốm lớn hình elip. Sọc cam trên đầu ở cá cái trở nên sẫm đỏ hơn ở cá đực, cũng như ở vây lưng và vây hậu môn.
Số gai ở vây lưng: 9; Số tia vây ở vây lưng: 11; Số gai ở vây hậu môn: 3; Số tia vây ở vây hậu môn: 11; Số tia vây ở vây ngực: 14; Số gai ở vây bụng: 1; Số tia vây ở vây bụng: 5; Số vảy đường bên: 27–28.

## Sinh thái học
Thức ăn của H. timorensis là các loài thủy sinh không xương sống. Chúng sống đơn độc hoặc có thể hợp thành một nhóm nhỏ, với một con đực đầu đàn cùng bầy cá cái nhỏ hơn trong hậu cung của nó.

## Thương mại
H. timorensis được đánh bắt trong các hoạt động buôn bán cá cảnh.